# علم الكون التوراتي

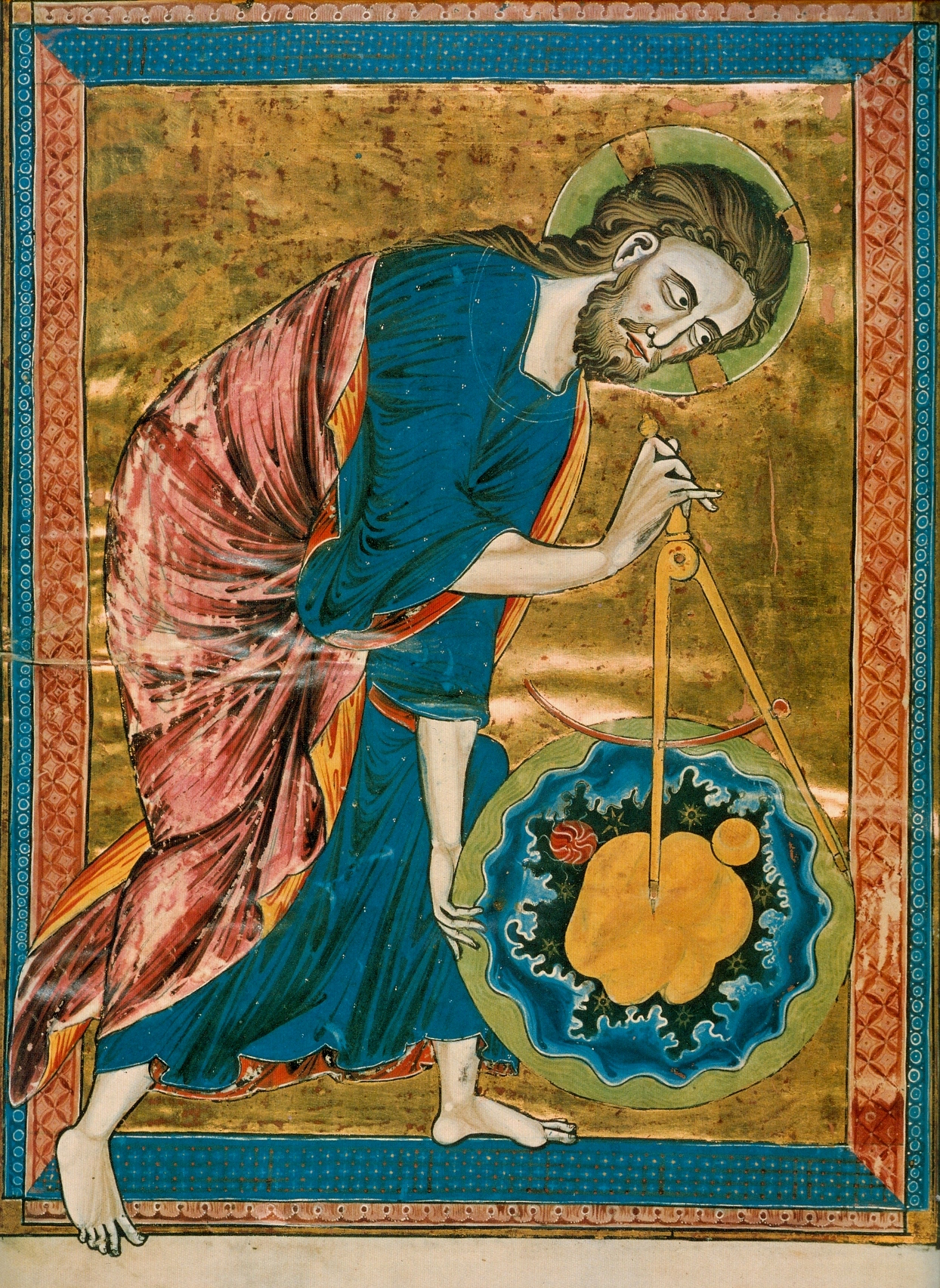
خلق الله الكون (أخلاقية الكتاب المقدس، الفرنسية، القرن الثالث عشر)

علم الكونيات التوراتى هو تصور الكتابيين للكون ككيان مرتب ومنظم بما في ذلك أصله وترتيبه ومعناه ومصيره مع ملاحظه كيفيه نشأه الكتاب المقدس على مدى قرون عديدة وقد شارك فيه العديد من المؤلفين وهو يعكس أنماطًا متغيرة من المعتقدات الدينية وبالتالي فإن علم الكونيات الخاص بها ليس دائمًا متسقًا
وقد لا تمثل النصوص الكتابية بالضرورة معتقدات جميع اليهود أو المسيحيين في وقت كتابتها: غالبية أولئك الذين يؤلفون الكتاب المقدس العبري أو العهد القديم على وجه الخصوص يمثلون معتقدات شريحة صغيرة فقط من المجتمع الإسرائيلي القديم أعضاء التقاليد الدينية اليهودية المتأخرة المتمركزة في القدس والمكرسة لعبادة يهوه بدون شريك له
تصور الإسرائيليون القدماء الكون على أنه أرض مسطحة على شكل قرص تطفو على الماء السماء فوق العالم السفلي أدناه
سكن البشر الأرض أثناء الحياة والعالم السفلي بعد الموت لم يكن هناك أي طريقة لدخول البشر إلى الجنة وكان العالم السفلي محايدًا من الناحية الأخلاقية
فقط في العصور الهلنستية بدأ اليهود في تبني الفكرة اليونانية القائلة بأنه سيكون مكانًا للعقاب على الأفعال السيئة وأن الصالحين سيستمتعون بالحياة الآخرة في الجنة
أيضًا في هذه الفترة أفسح علم الكونيات الأقدم ذو المستويات الثلاثة الطريق إلى المفهوم اليوناني للأرض الكروية المعلقة في الفضاء في وسط عدد من السماوات متحدة المركز
تلخص الكلمات الافتتاحية لسرد الخلق في سفر التكوين (تكوين 1: 1-26) وجهة نظر محرري الكتاب المقدس حول كيفية نشوء الكون: «في البداية خلق الله السموات والأرض».و هو المسؤول الوحيد عن الخلق وليس له منافس
استنتج المفكرون اليهود اللاحقون الذين تبنوا أفكارًا من الفلسفة اليونانية أن حكمة الله وكلمته وروحه تغلغلت في كل الأشياء ومنحتها الوحدة
تبنت المسيحية بدورها هذه الأفكار وحددت يسوع بالكلمة (الكلمة) : «في البدء كان الكلمة، والكلمة كان عند الله وكان الكلمة الله» (يوحنا 1: 1)

## نشأة الكون (أصول الكون)

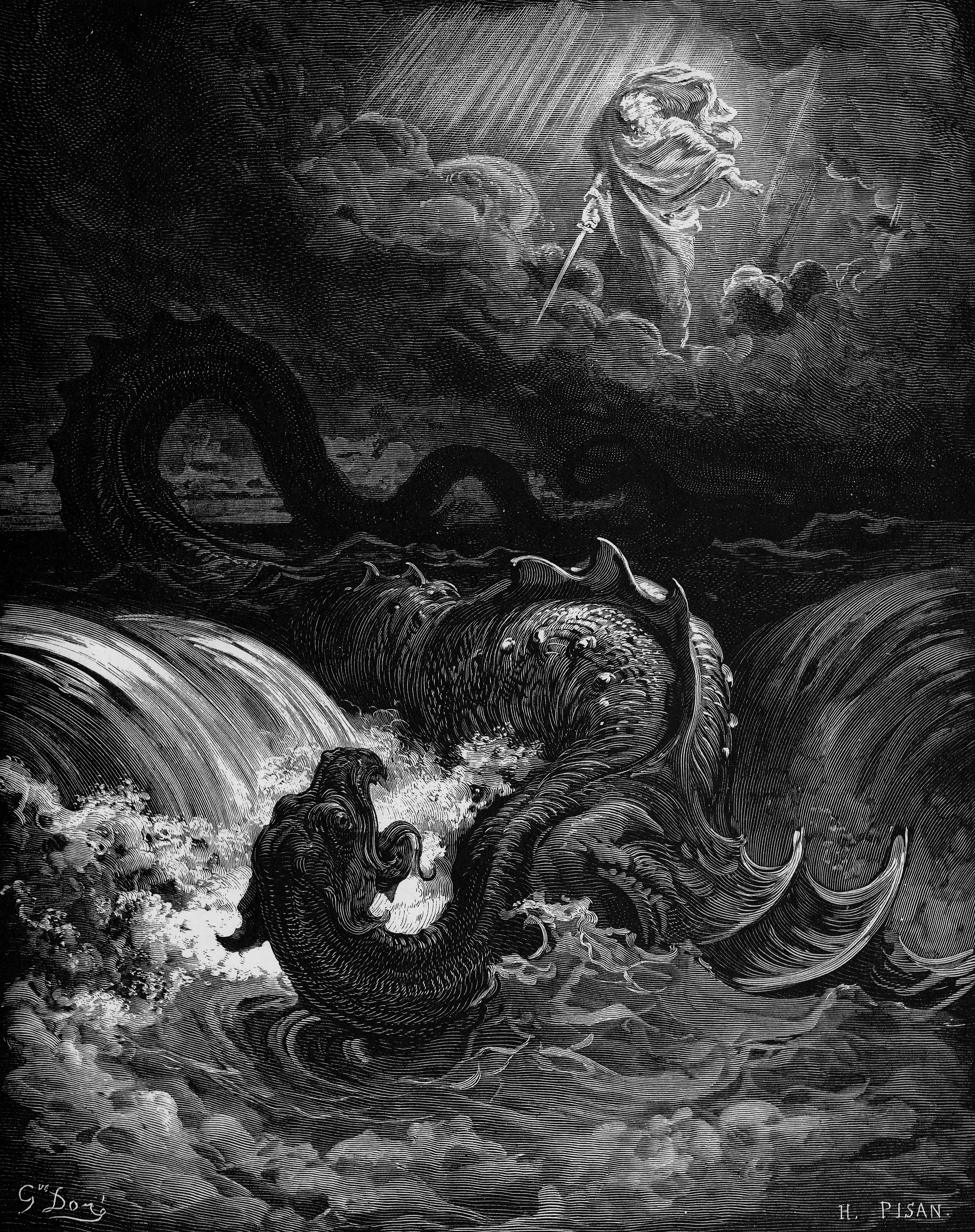
تدمير ليفياثان (غوستاف دوريه1865)

قصة الخلق من سفر التكوين (تكوين 1) هي يفصل الله المياه ويقيدها يبدأ الله كل عمل خلاق بكلمة منطوقة («قال الله، ليكن...»)، ويكمله بإعطاء اسم
الخلق عن طريق الكلام ليس فريدًا من نوعه في العهد القديم: إنه بارز في بعض التقاليد المصرية ومع ذلك هناك فرق بين أساطير الشعارات المصرية والعبرية: في تكوين 1، كلمة إلوهيم هي فعل «صنع في»؛ على النقيض من ذلك، فإن كلمة الله الخالق في التقاليد المصرية هي تنشيط سحري تقريبًا لشيء متأصل في ما قبل الخلق: على هذا النحو، فهي تتجاوز مفهوم الأمر (الفعل الإلهي) إلى شيء يشبه ما روى بإنجيل يوحنا

### التسمية: الله والحكمة والتوراة والمسيح
في العالم القديم: لم تكن الأشياء موجودة إلا بعد تسميتها «كان اسم كائن حي أو كائن... جوهر ما تم تعريفه، وكان نطق الاسم هو إنشاء ما قيل»
لم يسمح العهد القديم بوجود مساوٍ للرب في الجنة على الرغم من استمرار وجود مجموعة من الخدم الذين ساعدوا في اتخاذ قرارات بشأن الأمور المتعلقة بالسماء والأرض.
باقتراض الأفكار من الفلاسفة اليونانيين الذين اعتقدوا أن حكمة الله وكلمته وروحه هي أساس الوحدة الكونية

## علم الكون (شكل وبنية الكون)

كون العهد القديم.

### السماوات والأرض والعالم السفلي
يصور الكتاب المقدس عالمًا من ثلاثة أجزاء مع السموات (فوق) والأرض (في المنتصف) والعالم السفلي (أدناه) الا انه تم استبدال هذا المفهوم تدريجيًا بعلم الكونيات العلمي اليوناني لأرض كروية محاطة بعدة سماوات متحدة المركز بعد القرن الرابع قبل الميلاد
في العهد القديم: تمثل كلمة شماييم السماء / الغلاف الجوي تم الاحتفاظ بالمطر والثلج والرياح والبرد في مخازن والتي كانت بها «نوافذ» للسماح لهم بالدخول - دخلت مياه طوفان نوح عندما فتحت «نوافذ الجنة» وامتدت السماء لأسفل وكانت متداخلة مع (أي لمست) أقصى حواف الأرض (على سبيل المثال تثنية 4، 32) وتحت ذلك كانت طبقة مصدر المطرزيمكن أيضًا تخزين المطر في صهاريج سماوية (أيوب 38:37) أو مخازن (تث 28:12) جنبًا إلى جنب مع مخازن الرياح والبرد والثلج

#### الله والكائنات السماوية

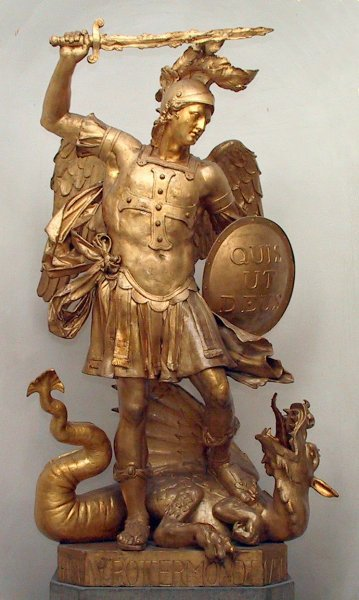
رئيس الملائكة ميخائيل ، عضو في مجموعة من الكائنات الإلهية الذين يحضرون الله في السماء، وهزم الشيطان ، تنين الفوضى

في كتاب أيوب مجلس السماء يجتمع الملائكة في الجنة لمراجعة الأحداث على الأرض وتقرير مصير أيوب
في نصوص العهد القديم السابقة كانت بن إلوهيم آلهة، لكنهم أصبحوا فيما بعد ملائكة «الرسل» وهكذا فإن الآلهة والإلهات الذين كانوا ذات يوم رؤساء أو مساوين ليه قد جعلوا أولًا من أقرانه ثم آلهة تابعة وانتهوا أخيرًا كملائكة في خدمته.

#### الجنة والروح البشرية
الموت هو خروج النفس الذي نفخه الله من الجسد الترابى كل الناس يواجهون نفس المصير وجود غامض بدون معرفة أو إحساس (أيوب 14:13) وأن البشر يمكنهم دخول الجنة واستخدم المترجمون الكلمة اليونانية الفردوس وأصبح الفردوس موجودًا في الجنة.

### الأرض

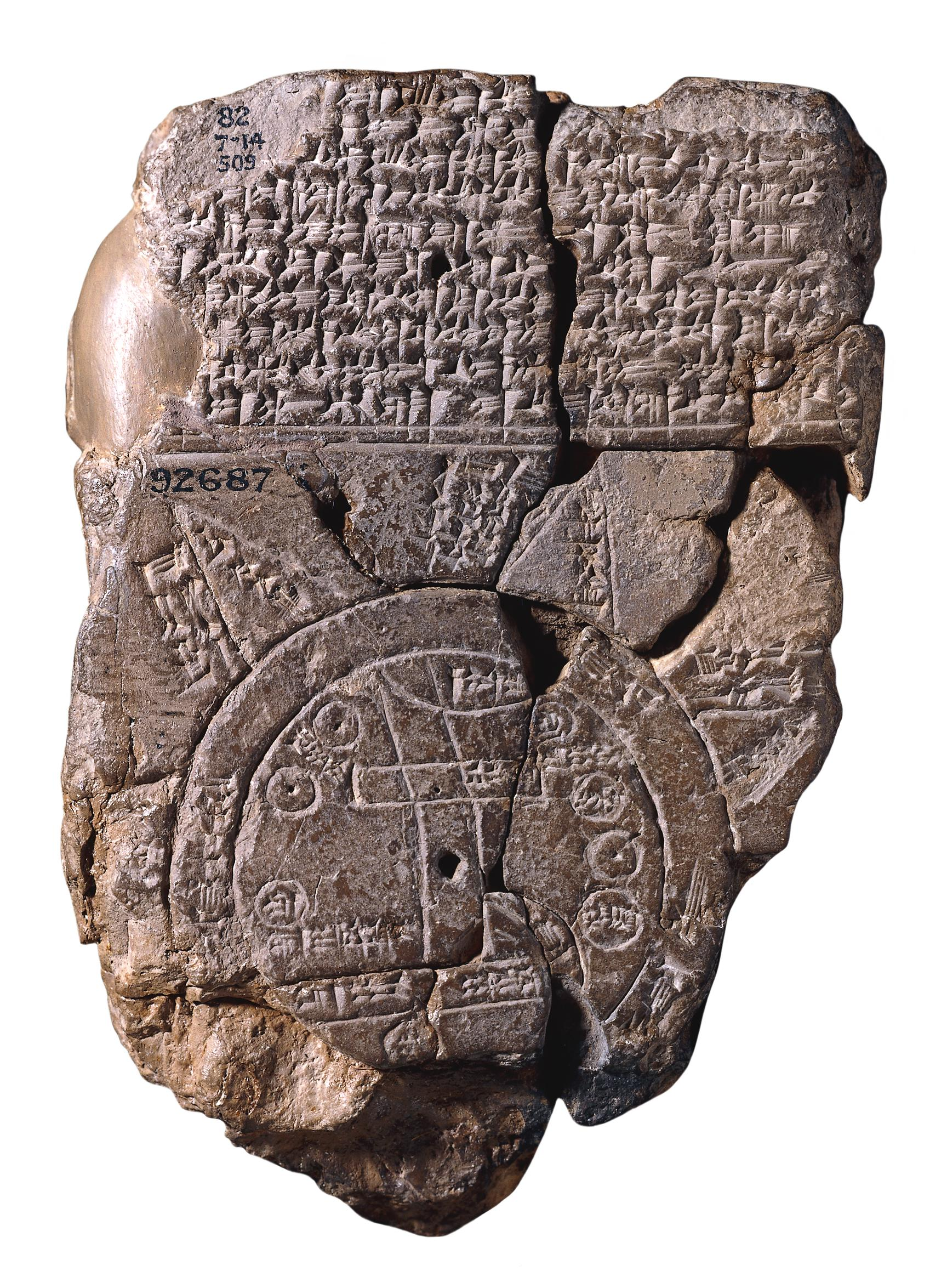
خريطة العالم البابلية (حوالي 600 قبل الميلاد). كان مفهوم العهد القديم للأرض مشابهًا جدًا: أرض دائرية مسطحة يحيط بها محيط عالمي، مع جزر رائعة أو جبال في «أطراف الأرض».

#### الجغرافيا الكونية
في فترة العهد القديم، كان يُعتقد أن الأرض هي الأكثر شيوعًا على أنها قرص مسطح يطفو على الماء كان المفهوم على ما يبدو مشابهًا تمامًا لتلك الموصوفة في خريطة العالم البابلية من حوالي 600 قبل الميلاد: قارة دائرية واحدة يحدها بحر دائري وخارج البحر عدد من المثلثات المتباعدة بشكل متساوٍ تسمى ناغو وعلى ما يبدو جزر على الرغم من أنه من المحتمل أن تكون الجبال
وتشير مقاطع أخرى من العهد القديم إلى أن السماء ترتكز على أعمدة (مزمور 75: 3، 1 صموئيل 2: 8، أيوب 9: 6) أو على أسس (مزمور 18: 7 و 82: 5) أو على «دعامات» (مزمور 104: 5)
بينما يتخيل كتاب أيوب الكون كخيمة واسعة وقد علق الله الأرض فوق «لا شيء» مدعومًا بشكل آمن بربطه بالسماء (أيوب 26: 7)
تم تطوير فكرة أن الأرض كروية من قبل الإغريق في القرن السادس قبل الميلاد وبحلول القرن الثالث قبل الميلاد كان هذا مقبولًا بشكل عام من قبل المثقفين الرومان واليونانيين وحتى من قبل بعض اليهود ومع ذلك فقد افترض كاتب سفر الرؤيا أن الأرض مسطحة

#### الفترة حتى الدار الاخره
اعتقد يهود مصر الناطقون باليونانية ربما تحت تأثير الفكر اليوناني أن الصالح لن يموت بل سيذهب مباشرة إلى جنه الله بينما الأشرار سيموتون حقًا ويذهبون إلى مملكة الهاوية حيث يعانون من العذاب

#### الشيطان ونهاية الزمان
إن جحيم العهد الجديد هو مكان مؤقت يستخدم فقط حتى نهاية الزمان عندما يُلقى سكانه في حفرة الجنة أو بحيرة النار (رؤيا 20: 10-14) هذه البحيرة إما تحت الأرض أو ستذهب تحت الأرض عندما تظهر «الأرض الجديدة»
الشيطان مجال نشاطه هو العالم البشري ولا يجب إلقاؤه في النار إلا في نهاية الزمان.و يظهر في جميع أنحاء العهد القديم ليس كعدو لله بل كخادم له